# アルケステ (小惑星)
アルケステ (124 Alkeste) は、小惑星帯に位置するS型小惑星である。1872年8月23日、C. H. F. ピーターズによって発見された。オーストリアの天文学者エドムント・ヴァイスの提案によって、ギリシア神話に登場する女性アルケスティス (Alcestis) から命名された。
2003年6月24日にオーストラリアやニュージーランドで、アルケステがおとめ座の3等星であるおとめ座β星を掩蔽した事が観測された。